# Cassa centrale di risparmio Vittorio Emanuele per le province siciliane
La Cassa Centrale di Risparmio Vittorio Emanuele per le province siciliane, conosciuta anche come Sicilcassa o con l'acronimo Ccrve, è stata una banca italiana con sede a Palermo.

## Storia

### XIX secolo

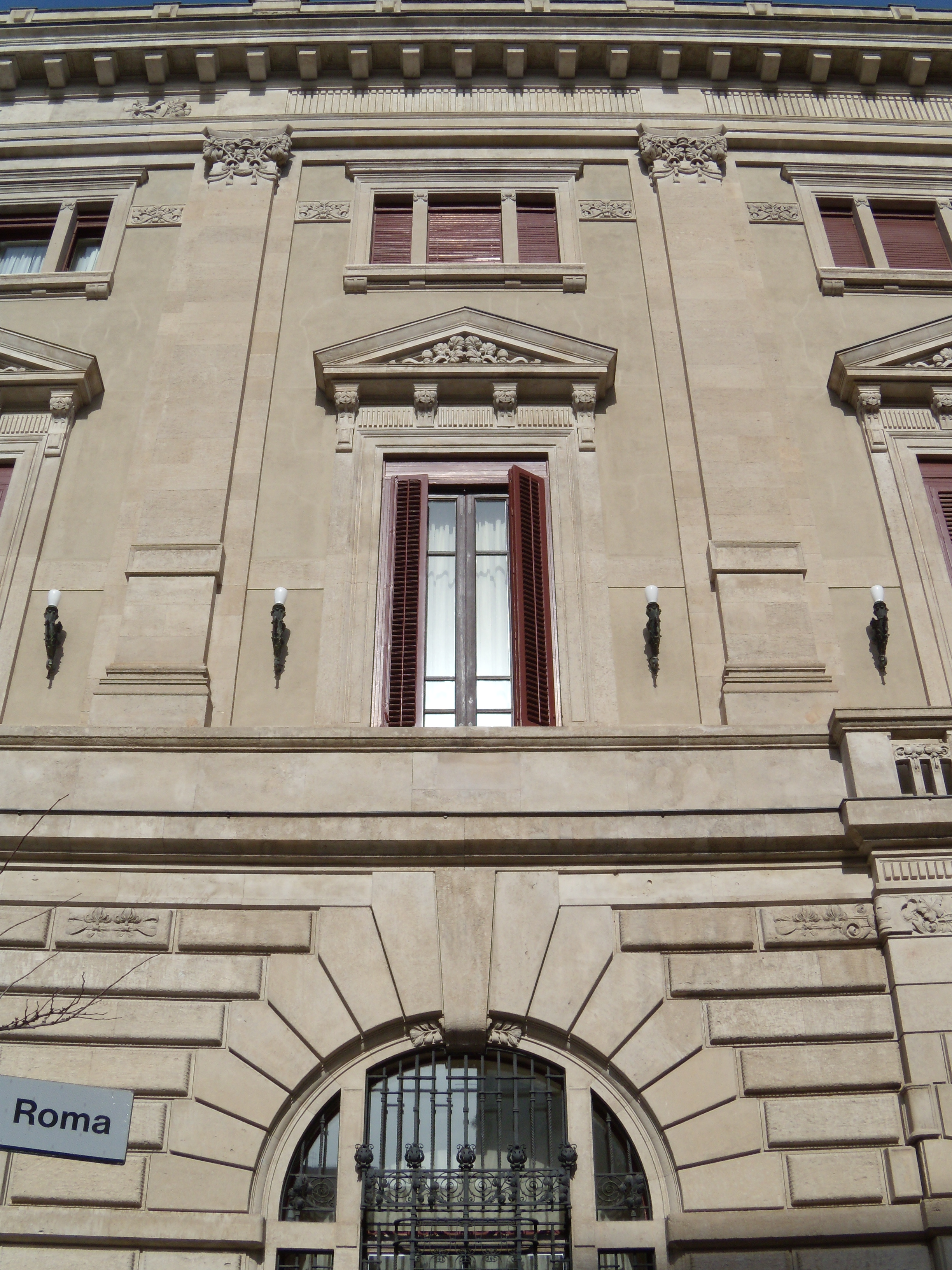
La sede storica, costruita da Ernesto Basile, in piazza Borsa

Storico istituto bancario, fondato come "Cassa di Risparmio Vittorio Emanuele II per le provincie siciliane" il 31 ottobre 1861 per celebrare il primo anniversario del Plebiscito per l'unità d'Italia, ma attivo dal 19 gennaio 1862. Il Capitale sociale era di 42.500 lire, e iniziò le sue operazioni con un modesto fondo di dotazione, costituito in parte con il contributo del Ministero dell'Agricoltura, Industria e Commercio e in parte con porzione degli utili delle due Casse di sconto istituite, sotto il dominio borbonico, a Palermo e a Messina.
Nel 1887 gli amministratori dell’Istituto conclusero le trattative per l’acquisto dell’area di una parte dell'ex convento dei Padri Mercedari scalzi dal quale ricavarono alcuni sportelli dal 1891 e poi la sede centrale, ampliata e completata dal 1907 al 1912 dall'architetto Ernesto Basile, trasferendola dal palazzo della Zecca al Cassaro. La banca incorporò quindi il "Monte dei pegni Santa Rosalia", che aveva sede nel Palazzo Branciforte Pietraperzia.

### XX secolo
Nel 1902 la Cassa aprì le filiali di Messina, di Trapani e di Termini Imerese. La Cassa puntò a promuovere attività di assistenza alle classi sociali più deboli e bisognose, in coerenza con la natura di ente morale dell’Istituto stesso, e nel 1929 assorbì il "Monte di Pietà di Palermo". Nel 1942, con un decreto dell'allora capo di governo Benito Mussolini, incorporò anche i "Monti di Credito su Pegno" di Siracusa e di Messina, mentre due anni prima aveva assorbito quello di Ragusa.
Nel 1946 divenne presidente Lauro Chiazzese.
Controllato dagli anni cinquanta dalla Regione Siciliana conobbe una forte espansione. Negli anni Sessanta l'ascesa divenne esponenziale con l'autorizzazione alla "Cassa per la gestione del credito fondiario". Fu tra le più grandi Casse di Risparmio italiane e il secondo istituto di credito siciliano dopo il Banco di Sicilia. Negli anni settanta un siciliano su cinque aveva un conto di risparmio alla Cassa.
Con la riforma del 1990 diventò una società per azioni di proprietà dell'omonima Fondazione bancaria, con una ricapitalizzazione per ripianare i debiti da parte della Regione Siciliana di circa 500 miliardi di lire italiane. Viene istituita la Fondazione Lauro Chiazzese della Sicilcassa, che si fonderà poi con la Fondazione BdS nel 2004.

### XXI secolo
Nel 1997, con 3.850 dipendenti, 245 sportelli, 11.000 miliardi di depositi (altrettanti di impieghi) e un deficit di 3.000 miliardi di lire (circa 1,5 miliardi di euro), la Sicilcassa fu messa in liquidazione coatta amministrativa dal governatore della Banca d'Italia Antonio Fazio e i suoi sportelli furono acquisiti nel settembre 1997 dal Banco di Sicilia (il quale in seguito entrerà nel "Gruppo bancario UniCredit" nel 2002, controllato da Capitalia al 100% e di cui svolgerà le attività bancarie, quindi seguirà il destino dell'UniCredit quando questa banca si fonderà con Capitalia nel 2007, infine sarà incorporato, insieme ad altri marchi, nella stessa capofila UniCredit nel 2010). Una delle maggiori esposizioni della banca riguardava la famiglia del costruttore e imprenditore edile catanese Cav. Gaetano Graci (1927–1996) e il conte Arturo Cassina, noto aristocratico ed imprenditore palermitano.
Il suo cospicuo patrimonio immobiliare (52 immobili sparsi tra Sicilia e Lazio) non è stato ancora completamente venduto, più di mille le cause di lavoro. Dopo 21 anni la liquidazione si è di fatto chiusa nell'aprile 2018 con la cessione ad una finanziaria di Torino dell'ultima partita di sofferenze tra cui alcuni prestiti erogati alle imprese ancora negli anni sessanta.
Nel marzo 2018 la Corte di cassazione ha confermato in via definitiva le condanne penali (tra i 5 e i 6 anni di carcere) per 5 ex amministratori ritenuti responsabili del crac.